# جایزه محسن هشترودی
جایزه ریاضی محسن هشترودی توسط شورای اجرایی انجمن ریاضی ایران به پاس خدمات ارزنده و تأثیرگذار پروفسور محسن هشترودی استاد ممتاز دانشگاه تهران و چهره برجسته در هندسه ایجاد و در نشست مورخ ۸۳/۶/۱۱ بنام «جایزه محسن هشترودی» تصویب شده‌است. این جایزه در سمیناری دو سالانه به بهترین مقالهٔ چاپ شدهٔ هندسه و توپولوژی در مجلات معتبر از طرف متخصصین ایرانی در داخل و خارج از کشور، اهدا می‌گردد.

## برندگان جایزه
| شماره | سال اعطاء | برندگان        | محل اعطاء          |
| ----- | --------- | -------------- | ------------------ |
| ۱     | ۱۳۸۹      | مسعود خلخالی   | دانشگاه ارومیه     |
| ۲     | ۱۳۹۱      | محمدرضا کوشش   | دانشگاه تبریز      |
| ۳     | ۱۳۹۳      | مسعود امینی    | دانشگاه تربیت مدرس |
| ۴     | ۱۳۹۵      | یوسف بهرام پور | دانشگاه کرمان      |

## هیئت امنا
- مجید سلیمانی دامنه (دانشگاه تهران)
- مگردیچ تومانیان (دانشگاه آزاد کرج)
- ایمان افتخاری
- اسدالله رضوی (دانشگاه شهید باهنر کرمان)
- سید محمدباقر کاشانی (دانشگاه تربیت مدرس)
- رحیم زارع نهندی (دانشگاه تهران)
- عباس صدوقی